# The Firm (album)
Pour les articles homonymes, voir The Firm.
Albums de The Firm
Mean Business
(1986)
Singles
1. Radioactive
Sortie : février 1985
2. Closer
Sortie : mars 1985
3. Satisfaction Guaranteed
Sortie : mai 1985

The Firm est le premier album du super-groupe rock britannique The Firm, sorti le 11 février 1985 sur le label Atlantic Records et a été produit par Jimmy Page et Paul Rodgers.

## Historique
Cet album fut enregistré en 1984 aux The Sol Studios de Cookham, Berkshire.
La chanson Midnight Moonlight est basée sur une ancienne pièce inédite de Led Zeppelin, Swan Song datant de l'époque des sessions pour l'album Physical Graffiti mais qui avait été laissée de côté. On y retrouve aussi un autre grand succès pour le groupe, Radioactive, alors que la chanson Closer est rehaussée par une subtile section de cuivres. L'album inclut aussi une reprise d'un vieux succès des Righteous Brothers, You've Lost That Lovin' Feelin', avec le son coulant de la basse fretless de Tony Franklin. Ce dernier joue aussi les claviers et le synthétiseur en plus de la basse fretless et les chœurs.
Cet album se classa à la 17e place du Billboard 200 aux États-Unis et à la 15e place des charts britanniques et sera certifié disque d'or aux USA et au Canada. Les trois singles tirés de l'album se classeront dans les charts américain, avec notamment Radioactive qui atteindra la 28e place du Hot 100 et la première des Mainstream Rock Tracks.

## Liste des titres
Face 1
| No | Titre           | Auteur                   | Durée |
| -- | --------------- | ------------------------ | ----- |
| 1. | Closer          | Jimmy Page, Paul Rodgers | 2:52  |
| 2. | Make or Break   | Rodgers                  | 4:21  |
| 3. | Someone to Love | Page, Rodgers            | 4:55  |
| 4. | Together        | Page, Rodgers            | 3:54  |
| 5. | Radioactive     | Rodgers                  | 2:49  |

Face 2
| No | Titre                                                            | Auteur                                  | Durée |
| -- | ---------------------------------------------------------------- | --------------------------------------- | ----- |
| 1. | You've Lost That Lovin' Feelin' (reprise des Righteous Brothers) | Phil Spector, Barry Mann & Cynthia Weil | 4:33  |
| 2. | Money Can't Buy                                                  | Rodgers                                 | 3:35  |
| 3. | Satisfaction Guaranteed                                          | Page, Rodgers                           | 4:07  |
| 4. | Midnight Moonlight                                               | Page, Rodgers                           | 9:13  |

## Musiciens
The Firm
- Paul Rodgers : chant, guitare acoustique et électrique, piano, production
- Jimmy Page : guitare acoustique et électrique, production
- Tony Franklin : basse fretless, claviers, synthétiseur, chœurs
- Chris Slade : batterie, percussions

Musiciens additionnels
- Steve Dawson : trompette sur Closer
- Paul Weimar : saxophone baryton sur Closer
- Willy Garnett : saxophone ténor sur Closer
- Don Weller : saxophone ténor solo sur Closer
- Sam Brown, Hellen Chapelle & Joy Yates : chœurs sur You've Lost That Lovin' Feelin' et Midnight Moonlight

Production
- Stuart Epps : ingénieur
- Gordon Vicary : mastering au Townhouse
- Steve Maher : Design de la pochette
- Steve Privett : chargé des bandes magnétiques, thé, gin et tonics

## Charts et certifications
| Pays             | Durée du classement | Meilleur classement |
| ---------------- | ------------------- | ------------------- |
| Canada           | 22 semaines         | 16e                 |
| États-Unis       | 33 semaines         | 17e                 |
| Nouvelle-Zélande | 1 semaine           | 47e                 |
| Royaume-Uni      | 5 semaines          | 15e                 |
| Suède            | 1 semaine           | 21e                 |

| Pays       | Certification | Ventes    | Date       |
| ---------- | ------------- | --------- | ---------- |
| Canada     | Or            | 50 000 +  | 31/12/1997 |
| États-Unis | Or            | 500 000 + | 11/04/1985 |

### Single charts
| Date | Single                  | Chart                  | Position |
| ---- | ----------------------- | ---------------------- | -------- |
| 1997 | Radioactive             | Hot 100                | 28e      |
| 1997 | Radioactive             | Mainstream Rock Tracks | 1er      |
| 1997 | Radioactive             | RPM Top Singles        | 75e      |
| 1997 | Radioactive             | UK Singles Chart       | 76e      |
| 1997 | Closer                  | Mainstream Rock Tracks | 19       |
| 1997 | Satisfaction Guaranteed | Hot 100                | 73e      |
| 1997 | Satisfaction Guaranteed | Mainstream Rock Tracks | 4e       |